# پیرقره‌چوخا
پیرقره‌چوخا (به لاتین: Pirqaraçuxa) یک منطقه مسکونی در جمهوری آذربایجان است که در شهرستان آق‌سو واقع شده است.